# Comté de Halifax (Caroline du Nord)
Pour les articles homonymes, voir Comté de Halifax et Halifax.
Le comté de Halifax est un comté de la Caroline du Nord. Son siège est la ville de Halifax, en 2010, sa population est de 54 691 habitants.

## Histoire
Le comté a été créé à partir du comté d'Edgecombe en 1758. Il a été nommé en l'honneur de George Montagu-Dunk, 2e comte d'Halifax qui donna son nom également à la ville d'Halifax, au Canada.

## Communautés

### City
- Roanoke Rapids

### Towns
- Enfield
- Halifax
- Hobgood
- Littleton
- Scotland Neck
- Weldon

### Census-designated places
- Hollister
- South Rosemary
- South Weldon

### Zone non incorporées
- Aurelian Springs
- Brinkleyville
- Heathsville

### Townships
- Brinkleyville
- Butterwood
- Conoconnara
- Enfield
- Faucett
- Halifax
- Hobgood
- Littleton
- Palmyra
- Roanoke Rapids
- Roseneath
- Scotland Neck
- Weldon

## Démographie
| 1790   | 1800   | 1810   | 1820   | 1830   | 1840   |
| ------ | ------ | ------ | ------ | ------ | ------ |
| 14 310 | 13 945 | 15 620 | 17 237 | 17 739 | 16 865 |

| 1850   | 1860   | 1870   | 1880   | 1890   | 1900   |
| ------ | ------ | ------ | ------ | ------ | ------ |
| 16 589 | 19 442 | 20 408 | 30 300 | 28 908 | 30 793 |

| 1910   | 1920   | 1930   | 1940   | 1950   | 1960   |
| ------ | ------ | ------ | ------ | ------ | ------ |
| 37 646 | 43 766 | 53 246 | 56 512 | 58 377 | 58 956 |

| 1970   | 1980   | 1990   | 2000   | 2010   | - |
| ------ | ------ | ------ | ------ | ------ | - |
| 53 884 | 55 286 | 55 516 | 57 370 | 54 691 | - |